# Lista di asteroidi (114001-115000)
Di seguito una lista di asteroidi dal numero 114001 al 115000 con data di scoperta e scopritore.

## 114001-114100
| Nome                 | Designazione provvisoria | Data di scoperta | Scopritore                  |
| -------------------- | ------------------------ | ---------------- | --------------------------- |
| 114001 -             | 2002 UT33                | 31 ottobre 2002  | NEAT                        |
| 114002 -             | 2002 UP34                | 31 ottobre 2002  | Uppsala-DLR Asteroid Survey |
| 114003 -             | 2002 UZ34                | 31 ottobre 2002  | LINEAR                      |
| 114004 -             | 2002 UF36                | 31 ottobre 2002  | LONEOS                      |
| 114005 -             | 2002 UQ36                | 31 ottobre 2002  | LONEOS                      |
| 114006 -             | 2002 UC38                | 31 ottobre 2002  | LONEOS                      |
| 114007 -             | 2002 UO38                | 31 ottobre 2002  | LONEOS                      |
| 114008 -             | 2002 UG39                | 31 ottobre 2002  | NEAT                        |
| 114009 -             | 2002 UH39                | 31 ottobre 2002  | NEAT                        |
| 114010 -             | 2002 UD40                | 31 ottobre 2002  | LINEAR                      |
| 114011 -             | 2002 UG40                | 31 ottobre 2002  | LINEAR                      |
| 114012 -             | 2002 UH40                | 31 ottobre 2002  | LINEAR                      |
| 114013 -             | 2002 UJ40                | 31 ottobre 2002  | LINEAR                      |
| 114014 -             | 2002 UL40                | 31 ottobre 2002  | LINEAR                      |
| 114015 -             | 2002 UW40                | 31 ottobre 2002  | LONEOS                      |
| 114016 -             | 2002 UY40                | 31 ottobre 2002  | NEAT                        |
| 114017 -             | 2002 UG41                | 31 ottobre 2002  | NEAT                        |
| 114018 -             | 2002 UJ42                | 30 ottobre 2002  | Spacewatch                  |
| 114019 -             | 2002 UC45                | 31 ottobre 2002  | LINEAR                      |
| 114020 -             | 2002 US46                | 31 ottobre 2002  | LINEAR                      |
| 114021 -             | 2002 US49                | 31 ottobre 2002  | LONEOS                      |
| 114022 Bizyaev       | 2002 UZ51                | 29 ottobre 2002  | SDSS                        |
| 114023 Harvanek      | 2002 UL52                | 29 ottobre 2002  | SDSS                        |
| 114024 Scotkleinman  | 2002 UB62                | 30 ottobre 2002  | SDSS                        |
| 114025 Krzesinski    | 2002 UC63                | 30 ottobre 2002  | SDSS                        |
| 114026 Emalanushenko | 2002 UO64                | 30 ottobre 2002  | SDSS                        |
| 114027 Malanushenko  | 2002 UL69                | 30 ottobre 2002  | SDSS                        |
| 114028 -             | 2002 VK3                 | 1 novembre 2002  | NEAT                        |
| 114029 -             | 2002 VM3                 | 1 novembre 2002  | NEAT                        |
| 114030 -             | 2002 VD7                 | 2 novembre 2002  | Uppsala-DLR Asteroid Survey |
| 114031 -             | 2002 VL7                 | 4 novembre 2002  | NEAT                        |
| 114032 -             | 2002 VM7                 | 4 novembre 2002  | NEAT                        |
| 114033 -             | 2002 VX7                 | 1 novembre 2002  | NEAT                        |
| 114034 -             | 2002 VO8                 | 1 novembre 2002  | NEAT                        |
| 114035 -             | 2002 VX8                 | 1 novembre 2002  | NEAT                        |
| 114036 -             | 2002 VK9                 | 1 novembre 2002  | NEAT                        |
| 114037 -             | 2002 VH10                | 1 novembre 2002  | NEAT                        |
| 114038 -             | 2002 VN10                | 1 novembre 2002  | NEAT                        |
| 114039 -             | 2002 VV10                | 1 novembre 2002  | NEAT                        |
| 114040 -             | 2002 VY10                | 1 novembre 2002  | NEAT                        |
| 114041 -             | 2002 VM11                | 1 novembre 2002  | NEAT                        |
| 114042 -             | 2002 VV11                | 1 novembre 2002  | NEAT                        |
| 114043 -             | 2002 VO12                | 4 novembre 2002  | LONEOS                      |
| 114044 -             | 2002 VY14                | 6 novembre 2002  | Needville                   |
| 114045 -             | 2002 VC15                | 5 novembre 2002  | LONEOS                      |
| 114046 -             | 2002 VN16                | 5 novembre 2002  | LINEAR                      |
| 114047 -             | 2002 VT16                | 5 novembre 2002  | LINEAR                      |
| 114048 -             | 2002 VC17                | 5 novembre 2002  | LINEAR                      |
| 114049 -             | 2002 VD17                | 5 novembre 2002  | LINEAR                      |
| 114050 -             | 2002 VT18                | 4 novembre 2002  | LONEOS                      |
| 114051 -             | 2002 VY18                | 4 novembre 2002  | NEAT                        |
| 114052 -             | 2002 VA19                | 4 novembre 2002  | NEAT                        |
| 114053 -             | 2002 VD19                | 4 novembre 2002  | NEAT                        |
| 114054 -             | 2002 VV19                | 4 novembre 2002  | Spacewatch                  |
| 114055 -             | 2002 VG20                | 4 novembre 2002  | NEAT                        |
| 114056 -             | 2002 VG21                | 5 novembre 2002  | LINEAR                      |
| 114057 -             | 2002 VR21                | 5 novembre 2002  | LINEAR                      |
| 114058 -             | 2002 VX22                | 5 novembre 2002  | LINEAR                      |
| 114059 -             | 2002 VW23                | 5 novembre 2002  | LINEAR                      |
| 114060 -             | 2002 VP24                | 5 novembre 2002  | LINEAR                      |
| 114061 -             | 2002 VQ24                | 5 novembre 2002  | LINEAR                      |
| 114062 -             | 2002 VF25                | 5 novembre 2002  | LINEAR                      |
| 114063 -             | 2002 VS25                | 5 novembre 2002  | LINEAR                      |
| 114064 -             | 2002 VD26                | 5 novembre 2002  | LINEAR                      |
| 114065 -             | 2002 VO26                | 5 novembre 2002  | LINEAR                      |
| 114066 -             | 2002 VN28                | 5 novembre 2002  | LONEOS                      |
| 114067 -             | 2002 VA29                | 5 novembre 2002  | LONEOS                      |
| 114068 -             | 2002 VT29                | 5 novembre 2002  | LINEAR                      |
| 114069 -             | 2002 VB30                | 5 novembre 2002  | LINEAR                      |
| 114070 -             | 2002 VG30                | 5 novembre 2002  | LINEAR                      |
| 114071 -             | 2002 VC32                | 5 novembre 2002  | LINEAR                      |
| 114072 -             | 2002 VW32                | 5 novembre 2002  | LINEAR                      |
| 114073 -             | 2002 VC33                | 5 novembre 2002  | LINEAR                      |
| 114074 -             | 2002 VF33                | 5 novembre 2002  | LINEAR                      |
| 114075 -             | 2002 VG33                | 5 novembre 2002  | LINEAR                      |
| 114076 -             | 2002 VJ33                | 5 novembre 2002  | LINEAR                      |
| 114077 -             | 2002 VM33                | 5 novembre 2002  | LINEAR                      |
| 114078 -             | 2002 VO33                | 5 novembre 2002  | LINEAR                      |
| 114079 -             | 2002 VX33                | 5 novembre 2002  | LINEAR                      |
| 114080 -             | 2002 VK34                | 5 novembre 2002  | LINEAR                      |
| 114081 -             | 2002 VO34                | 5 novembre 2002  | LINEAR                      |
| 114082 -             | 2002 VF35                | 5 novembre 2002  | LINEAR                      |
| 114083 -             | 2002 VS35                | 5 novembre 2002  | Spacewatch                  |
| 114084 -             | 2002 VT35                | 5 novembre 2002  | LINEAR                      |
| 114085 -             | 2002 VW35                | 5 novembre 2002  | LINEAR                      |
| 114086 -             | 2002 VG36                | 5 novembre 2002  | LINEAR                      |
| 114087 -             | 2002 VJ36                | 5 novembre 2002  | LINEAR                      |
| 114088 -             | 2002 VQ36                | 5 novembre 2002  | LONEOS                      |
| 114089 -             | 2002 VJ38                | 5 novembre 2002  | LINEAR                      |
| 114090 -             | 2002 VM38                | 5 novembre 2002  | LINEAR                      |
| 114091 -             | 2002 VQ38                | 5 novembre 2002  | LINEAR                      |
| 114092 -             | 2002 VM39                | 5 novembre 2002  | LINEAR                      |
| 114093 -             | 2002 VO39                | 5 novembre 2002  | LINEAR                      |
| 114094 Irvpatterson  | 2002 VX39                | 6 novembre 2002  | J. V. McClusky              |
| 114095 -             | 2002 VY39                | 6 novembre 2002  | LINEAR                      |
| 114096 Haroldbier    | 2002 VA40                | 8 novembre 2002  | J. V. McClusky              |
| 114097 -             | 2002 VB40                | 8 novembre 2002  | J. V. McClusky              |
| 114098 -             | 2002 VJ40                | 5 novembre 2002  | LINEAR                      |
| 114099 -             | 2002 VN40                | 5 novembre 2002  | NEAT                        |
| 114100 -             | 2002 VG41                | 4 novembre 2002  | NEAT                        |

## 114101-114200
| Nome               | Designazione provvisoria | Data di scoperta | Scopritore     |
| ------------------ | ------------------------ | ---------------- | -------------- |
| 114101 -           | 2002 VU41                | 5 novembre 2002  | NEAT           |
| 114102 -           | 2002 VZ41                | 5 novembre 2002  | NEAT           |
| 114103 -           | 2002 VA42                | 5 novembre 2002  | NEAT           |
| 114104 -           | 2002 VH42                | 5 novembre 2002  | NEAT           |
| 114105 -           | 2002 VQ42                | 6 novembre 2002  | LINEAR         |
| 114106 -           | 2002 VW43                | 4 novembre 2002  | Spacewatch     |
| 114107 -           | 2002 VK44                | 4 novembre 2002  | NEAT           |
| 114108 -           | 2002 VR44                | 4 novembre 2002  | NEAT           |
| 114109 -           | 2002 VS45                | 5 novembre 2002  | NEAT           |
| 114110 -           | 2002 VF47                | 5 novembre 2002  | LONEOS         |
| 114111 -           | 2002 VL47                | 5 novembre 2002  | LONEOS         |
| 114112 -           | 2002 VR47                | 5 novembre 2002  | LINEAR         |
| 114113 -           | 2002 VS47                | 5 novembre 2002  | LINEAR         |
| 114114 -           | 2002 VD48                | 5 novembre 2002  | LINEAR         |
| 114115 -           | 2002 VK48                | 5 novembre 2002  | LINEAR         |
| 114116 -           | 2002 VT48                | 5 novembre 2002  | LONEOS         |
| 114117 -           | 2002 VX48                | 5 novembre 2002  | LONEOS         |
| 114118 -           | 2002 VC49                | 5 novembre 2002  | LONEOS         |
| 114119 -           | 2002 VH49                | 5 novembre 2002  | LONEOS         |
| 114120 -           | 2002 VJ49                | 5 novembre 2002  | LONEOS         |
| 114121 -           | 2002 VU49                | 5 novembre 2002  | LONEOS         |
| 114122 -           | 2002 VW49                | 5 novembre 2002  | LONEOS         |
| 114123 -           | 2002 VX49                | 5 novembre 2002  | LONEOS         |
| 114124 -           | 2002 VB50                | 5 novembre 2002  | LONEOS         |
| 114125 -           | 2002 VC50                | 5 novembre 2002  | LONEOS         |
| 114126 -           | 2002 VG50                | 5 novembre 2002  | LONEOS         |
| 114127 -           | 2002 VL50                | 5 novembre 2002  | LONEOS         |
| 114128 -           | 2002 VZ50                | 6 novembre 2002  | LONEOS         |
| 114129 -           | 2002 VC51                | 6 novembre 2002  | LONEOS         |
| 114130 -           | 2002 VZ52                | 6 novembre 2002  | LINEAR         |
| 114131 -           | 2002 VE53                | 6 novembre 2002  | LINEAR         |
| 114132 -           | 2002 VH54                | 6 novembre 2002  | LINEAR         |
| 114133 -           | 2002 VM55                | 6 novembre 2002  | LINEAR         |
| 114134 -           | 2002 VX55                | 6 novembre 2002  | LINEAR         |
| 114135 -           | 2002 VM56                | 6 novembre 2002  | LONEOS         |
| 114136 -           | 2002 VU56                | 6 novembre 2002  | LINEAR         |
| 114137 -           | 2002 VM57                | 6 novembre 2002  | NEAT           |
| 114138 -           | 2002 VS57                | 6 novembre 2002  | NEAT           |
| 114139 -           | 2002 VZ58                | 7 novembre 2002  | LINEAR         |
| 114140 -           | 2002 VF59                | 1 novembre 2002  | LINEAR         |
| 114141 -           | 2002 VX60                | 4 novembre 2002  | NEAT           |
| 114142 -           | 2002 VB62                | 5 novembre 2002  | LINEAR         |
| 114143 -           | 2002 VC62                | 5 novembre 2002  | LINEAR         |
| 114144 -           | 2002 VK62                | 5 novembre 2002  | LINEAR         |
| 114145 -           | 2002 VQ62                | 5 novembre 2002  | LONEOS         |
| 114146 -           | 2002 VT62                | 5 novembre 2002  | LONEOS         |
| 114147 -           | 2002 VE63                | 6 novembre 2002  | LONEOS         |
| 114148 -           | 2002 VZ63                | 6 novembre 2002  | LONEOS         |
| 114149 -           | 2002 VJ64                | 6 novembre 2002  | LINEAR         |
| 114150 -           | 2002 VS64                | 7 novembre 2002  | LONEOS         |
| 114151 -           | 2002 VD65                | 7 novembre 2002  | LINEAR         |
| 114152 -           | 2002 VK65                | 7 novembre 2002  | LINEAR         |
| 114153 -           | 2002 VB66                | 7 novembre 2002  | J. V. McClusky |
| 114154 -           | 2002 VB67                | 6 novembre 2002  | LINEAR         |
| 114155 -           | 2002 VH67                | 7 novembre 2002  | LINEAR         |
| 114156 Eamonlittle | 2002 VH68                | 4 novembre 2002  | La Palma       |
| 114157 -           | 2002 VO68                | 7 novembre 2002  | LINEAR         |
| 114158 -           | 2002 VE70                | 7 novembre 2002  | LINEAR         |
| 114159 -           | 2002 VL70                | 7 novembre 2002  | LINEAR         |
| 114160 -           | 2002 VO70                | 7 novembre 2002  | LINEAR         |
| 114161 -           | 2002 VC71                | 7 novembre 2002  | LINEAR         |
| 114162 -           | 2002 VJ71                | 7 novembre 2002  | LINEAR         |
| 114163 -           | 2002 VR71                | 7 novembre 2002  | LINEAR         |
| 114164 -           | 2002 VW71                | 7 novembre 2002  | LINEAR         |
| 114165 -           | 2002 VB72                | 7 novembre 2002  | LINEAR         |
| 114166 -           | 2002 VW72                | 7 novembre 2002  | LINEAR         |
| 114167 -           | 2002 VX72                | 7 novembre 2002  | LINEAR         |
| 114168 -           | 2002 VK74                | 7 novembre 2002  | LINEAR         |
| 114169 -           | 2002 VT74                | 7 novembre 2002  | LINEAR         |
| 114170 -           | 2002 VW74                | 7 novembre 2002  | LINEAR         |
| 114171 -           | 2002 VX74                | 7 novembre 2002  | LINEAR         |
| 114172 -           | 2002 VB75                | 7 novembre 2002  | LINEAR         |
| 114173 -           | 2002 VH75                | 7 novembre 2002  | LINEAR         |
| 114174 -           | 2002 VN75                | 7 novembre 2002  | LINEAR         |
| 114175 -           | 2002 VE77                | 7 novembre 2002  | LINEAR         |
| 114176 -           | 2002 VK77                | 7 novembre 2002  | LINEAR         |
| 114177 -           | 2002 VL77                | 7 novembre 2002  | LINEAR         |
| 114178 -           | 2002 VE78                | 7 novembre 2002  | LINEAR         |
| 114179 -           | 2002 VC80                | 7 novembre 2002  | LINEAR         |
| 114180 -           | 2002 VE80                | 7 novembre 2002  | LINEAR         |
| 114181 -           | 2002 VK80                | 7 novembre 2002  | LINEAR         |
| 114182 -           | 2002 VP80                | 7 novembre 2002  | LINEAR         |
| 114183 -           | 2002 VP81                | 7 novembre 2002  | LINEAR         |
| 114184 -           | 2002 VW81                | 7 novembre 2002  | LINEAR         |
| 114185 -           | 2002 VA82                | 7 novembre 2002  | LINEAR         |
| 114186 -           | 2002 VC82                | 7 novembre 2002  | LINEAR         |
| 114187 -           | 2002 VJ82                | 7 novembre 2002  | LINEAR         |
| 114188 -           | 2002 VG83                | 7 novembre 2002  | LINEAR         |
| 114189 -           | 2002 VX83                | 7 novembre 2002  | LINEAR         |
| 114190 -           | 2002 VP84                | 7 novembre 2002  | LINEAR         |
| 114191 -           | 2002 VQ88                | 11 novembre 2002 | LINEAR         |
| 114192 -           | 2002 VH89                | 11 novembre 2002 | LINEAR         |
| 114193 -           | 2002 VL89                | 11 novembre 2002 | LINEAR         |
| 114194 -           | 2002 VW89                | 11 novembre 2002 | LINEAR         |
| 114195 -           | 2002 VD94                | 12 novembre 2002 | LINEAR         |
| 114196 -           | 2002 VG96                | 11 novembre 2002 | LONEOS         |
| 114197 -           | 2002 VM96                | 11 novembre 2002 | LINEAR         |
| 114198 -           | 2002 VE97                | 12 novembre 2002 | LINEAR         |
| 114199 -           | 2002 VN97                | 12 novembre 2002 | LINEAR         |
| 114200 -           | 2002 VH98                | 11 novembre 2002 | LINEAR         |

## 114201-114300
| Nome            | Designazione provvisoria | Data di scoperta | Scopritore      |
| --------------- | ------------------------ | ---------------- | --------------- |
| 114201 -        | 2002 VK99                | 13 novembre 2002 | LINEAR          |
| 114202 -        | 2002 VD100               | 10 novembre 2002 | LINEAR          |
| 114203 -        | 2002 VH101               | 11 novembre 2002 | LINEAR          |
| 114204 -        | 2002 VU103               | 12 novembre 2002 | LINEAR          |
| 114205 -        | 2002 VF105               | 12 novembre 2002 | LINEAR          |
| 114206 -        | 2002 VB106               | 12 novembre 2002 | LINEAR          |
| 114207 -        | 2002 VD106               | 12 novembre 2002 | LINEAR          |
| 114208 -        | 2002 VH107               | 12 novembre 2002 | LINEAR          |
| 114209 -        | 2002 VL107               | 12 novembre 2002 | LINEAR          |
| 114210 -        | 2002 VX107               | 12 novembre 2002 | LINEAR          |
| 114211 -        | 2002 VE108               | 12 novembre 2002 | LINEAR          |
| 114212 -        | 2002 VU109               | 12 novembre 2002 | LINEAR          |
| 114213 -        | 2002 VX109               | 12 novembre 2002 | LINEAR          |
| 114214 -        | 2002 VA110               | 12 novembre 2002 | LINEAR          |
| 114215 -        | 2002 VM110               | 12 novembre 2002 | LINEAR          |
| 114216 -        | 2002 VB111               | 13 novembre 2002 | NEAT            |
| 114217 -        | 2002 VF111               | 13 novembre 2002 | LINEAR          |
| 114218 -        | 2002 VN111               | 13 novembre 2002 | NEAT            |
| 114219 -        | 2002 VQ111               | 13 novembre 2002 | NEAT            |
| 114220 -        | 2002 VJ112               | 13 novembre 2002 | LINEAR          |
| 114221 -        | 2002 VM112               | 13 novembre 2002 | NEAT            |
| 114222 -        | 2002 VZ112               | 13 novembre 2002 | NEAT            |
| 114223 -        | 2002 VJ113               | 13 novembre 2002 | NEAT            |
| 114224 -        | 2002 VZ113               | 13 novembre 2002 | NEAT            |
| 114225 -        | 2002 VE114               | 13 novembre 2002 | NEAT            |
| 114226 -        | 2002 VQ115               | 11 novembre 2002 | LINEAR          |
| 114227 -        | 2002 VK116               | 12 novembre 2002 | LINEAR          |
| 114228 -        | 2002 VV116               | 13 novembre 2002 | NEAT            |
| 114229 -        | 2002 VB118               | 13 novembre 2002 | LINEAR          |
| 114230 -        | 2002 VW118               | 12 novembre 2002 | LINEAR          |
| 114231 -        | 2002 VB122               | 13 novembre 2002 | Spacewatch      |
| 114232 -        | 2002 VV123               | 14 novembre 2002 | LINEAR          |
| 114233 -        | 2002 VE124               | 14 novembre 2002 | NEAT            |
| 114234 -        | 2002 VO124               | 11 novembre 2002 | LINEAR          |
| 114235 -        | 2002 VZ133               | 6 novembre 2002  | LONEOS          |
| 114236 -        | 2002 VJ134               | 6 novembre 2002  | LONEOS          |
| 114237 -        | 2002 VE135               | 7 novembre 2002  | LINEAR          |
| 114238 -        | 2002 WC                  | 16 novembre 2002 | LINEAR          |
| 114239 Bermarmi | 2002 WN                  | 21 novembre 2002 | J. W. Young     |
| 114240 -        | 2002 WH3                 | 24 novembre 2002 | NEAT            |
| 114241 -        | 2002 WJ4                 | 24 novembre 2002 | NEAT            |
| 114242 -        | 2002 WU5                 | 23 novembre 2002 | NEAT            |
| 114243 -        | 2002 WZ5                 | 24 novembre 2002 | NEAT            |
| 114244 -        | 2002 WS8                 | 24 novembre 2002 | NEAT            |
| 114245 -        | 2002 WN9                 | 24 novembre 2002 | NEAT            |
| 114246 -        | 2002 WS9                 | 24 novembre 2002 | NEAT            |
| 114247 -        | 2002 WY10                | 25 novembre 2002 | NEAT            |
| 114248 -        | 2002 WL11                | 26 novembre 2002 | Spacewatch      |
| 114249 -        | 2002 WO11                | 24 novembre 2002 | NEAT            |
| 114250 -        | 2002 WJ14                | 28 novembre 2002 | LONEOS          |
| 114251 -        | 2002 WP14                | 28 novembre 2002 | LONEOS          |
| 114252 -        | 2002 WD15                | 28 novembre 2002 | LONEOS          |
| 114253 -        | 2002 WZ15                | 28 novembre 2002 | LONEOS          |
| 114254 -        | 2002 WD16                | 28 novembre 2002 | NEAT            |
| 114255 -        | 2002 WG16                | 28 novembre 2002 | NEAT            |
| 114256 -        | 2002 WO16                | 28 novembre 2002 | NEAT            |
| 114257 -        | 2002 WP16                | 28 novembre 2002 | NEAT            |
| 114258 -        | 2002 WQ16                | 28 novembre 2002 | NEAT            |
| 114259 -        | 2002 WR16                | 28 novembre 2002 | NEAT            |
| 114260 -        | 2002 WB17                | 28 novembre 2002 | NEAT            |
| 114261 -        | 2002 WC17                | 28 novembre 2002 | NEAT            |
| 114262 -        | 2002 XH                  | 1 dicembre 2002  | LINEAR          |
| 114263 -        | 2002 XV1                 | 1 dicembre 2002  | LINEAR          |
| 114264 -        | 2002 XH2                 | 1 dicembre 2002  | LINEAR          |
| 114265 -        | 2002 XQ2                 | 1 dicembre 2002  | LINEAR          |
| 114266 -        | 2002 XK5                 | 1 dicembre 2002  | LINEAR          |
| 114267 -        | 2002 XM5                 | 1 dicembre 2002  | LINEAR          |
| 114268 -        | 2002 XP5                 | 1 dicembre 2002  | LINEAR          |
| 114269 -        | 2002 XG6                 | 1 dicembre 2002  | LINEAR          |
| 114270 -        | 2002 XP6                 | 1 dicembre 2002  | NEAT            |
| 114271 -        | 2002 XZ8                 | 2 dicembre 2002  | LINEAR          |
| 114272 -        | 2002 XR13                | 3 dicembre 2002  | NEAT            |
| 114273 -        | 2002 XJ14                | 5 dicembre 2002  | LINEAR          |
| 114274 -        | 2002 XL15                | 2 dicembre 2002  | LINEAR          |
| 114275 -        | 2002 XR16                | 3 dicembre 2002  | NEAT            |
| 114276 -        | 2002 XP17                | 5 dicembre 2002  | LINEAR          |
| 114277 -        | 2002 XS18                | 5 dicembre 2002  | LINEAR          |
| 114278 -        | 2002 XV18                | 5 dicembre 2002  | LINEAR          |
| 114279 -        | 2002 XY19                | 2 dicembre 2002  | LINEAR          |
| 114280 -        | 2002 XW21                | 2 dicembre 2002  | LINEAR          |
| 114281 -        | 2002 XX21                | 2 dicembre 2002  | LINEAR          |
| 114282 -        | 2002 XR23                | 5 dicembre 2002  | LINEAR          |
| 114283 -        | 2002 XD24                | 5 dicembre 2002  | LINEAR          |
| 114284 -        | 2002 XE25                | 5 dicembre 2002  | LINEAR          |
| 114285 -        | 2002 XG25                | 5 dicembre 2002  | LINEAR          |
| 114286 -        | 2002 XM25                | 5 dicembre 2002  | LINEAR          |
| 114287 -        | 2002 XP25                | 5 dicembre 2002  | LINEAR          |
| 114288 -        | 2002 XH27                | 5 dicembre 2002  | LINEAR          |
| 114289 -        | 2002 XG28                | 5 dicembre 2002  | Fountain Hills  |
| 114290 -        | 2002 XO28                | 5 dicembre 2002  | LINEAR          |
| 114291 -        | 2002 XG29                | 5 dicembre 2002  | Spacewatch      |
| 114292 -        | 2002 XQ29                | 5 dicembre 2002  | NEAT            |
| 114293 -        | 2002 XW29                | 5 dicembre 2002  | LINEAR          |
| 114294 -        | 2002 XY29                | 5 dicembre 2002  | LINEAR          |
| 114295 -        | 2002 XP30                | 6 dicembre 2002  | LINEAR          |
| 114296 -        | 2002 XO31                | 6 dicembre 2002  | LINEAR          |
| 114297 -        | 2002 XC32                | 6 dicembre 2002  | LINEAR          |
| 114298 -        | 2002 XH34                | 5 dicembre 2002  | LINEAR          |
| 114299 -        | 2002 XL37                | 9 dicembre 2002  | F. B. Zoltowski |
| 114300 -        | 2002 XE41                | 6 dicembre 2002  | LINEAR          |

## 114301-114400
| Nome     | Designazione provvisoria | Data di scoperta | Scopritore                      |
| -------- | ------------------------ | ---------------- | ------------------------------- |
| 114301 - | 2002 XX42                | 8 dicembre 2002  | NEAT                            |
| 114302 - | 2002 XO46                | 7 dicembre 2002  | LINEAR                          |
| 114303 - | 2002 XU46                | 7 dicembre 2002  | LINEAR                          |
| 114304 - | 2002 XA47                | 8 dicembre 2002  | NEAT                            |
| 114305 - | 2002 XY47                | 10 dicembre 2002 | LINEAR                          |
| 114306 - | 2002 XT48                | 10 dicembre 2002 | LINEAR                          |
| 114307 - | 2002 XV49                | 10 dicembre 2002 | LINEAR                          |
| 114308 - | 2002 XY50                | 10 dicembre 2002 | LINEAR                          |
| 114309 - | 2002 XN52                | 10 dicembre 2002 | LINEAR                          |
| 114310 - | 2002 XQ52                | 10 dicembre 2002 | LINEAR                          |
| 114311 - | 2002 XY52                | 10 dicembre 2002 | LINEAR                          |
| 114312 - | 2002 XB53                | 10 dicembre 2002 | LINEAR                          |
| 114313 - | 2002 XD53                | 10 dicembre 2002 | LINEAR                          |
| 114314 - | 2002 XX53                | 10 dicembre 2002 | NEAT                            |
| 114315 - | 2002 XD56                | 8 dicembre 2002  | NEAT                            |
| 114316 - | 2002 XV56                | 10 dicembre 2002 | LINEAR                          |
| 114317 - | 2002 XE57                | 10 dicembre 2002 | NEAT                            |
| 114318 - | 2002 XO57                | 10 dicembre 2002 | NEAT                            |
| 114319 - | 2002 XD58                | 11 dicembre 2002 | LINEAR                          |
| 114320 - | 2002 XJ58                | 11 dicembre 2002 | LINEAR                          |
| 114321 - | 2002 XP58                | 11 dicembre 2002 | LINEAR                          |
| 114322 - | 2002 XW58                | 11 dicembre 2002 | LINEAR                          |
| 114323 - | 2002 XJ59                | 9 dicembre 2002  | Spacewatch                      |
| 114324 - | 2002 XK59                | 10 dicembre 2002 | LINEAR                          |
| 114325 - | 2002 XM59                | 12 dicembre 2002 | P. R. Holvorcem, M. B. Schwartz |
| 114326 - | 2002 XO59                | 11 dicembre 2002 | LINEAR                          |
| 114327 - | 2002 XB63                | 11 dicembre 2002 | LINEAR                          |
| 114328 - | 2002 XE63                | 11 dicembre 2002 | LINEAR                          |
| 114329 - | 2002 XG63                | 11 dicembre 2002 | LINEAR                          |
| 114330 - | 2002 XR63                | 11 dicembre 2002 | LINEAR                          |
| 114331 - | 2002 XL64                | 11 dicembre 2002 | LINEAR                          |
| 114332 - | 2002 XX64                | 11 dicembre 2002 | LINEAR                          |
| 114333 - | 2002 XP65                | 12 dicembre 2002 | LINEAR                          |
| 114334 - | 2002 XW65                | 12 dicembre 2002 | LINEAR                          |
| 114335 - | 2002 XX65                | 12 dicembre 2002 | LINEAR                          |
| 114336 - | 2002 XT66                | 10 dicembre 2002 | LINEAR                          |
| 114337 - | 2002 XY67                | 11 dicembre 2002 | NEAT                            |
| 114338 - | 2002 XQ68                | 12 dicembre 2002 | NEAT                            |
| 114339 - | 2002 XR68                | 12 dicembre 2002 | NEAT                            |
| 114340 - | 2002 XS69                | 5 dicembre 2002  | LINEAR                          |
| 114341 - | 2002 XU69                | 5 dicembre 2002  | LINEAR                          |
| 114342 - | 2002 XX70                | 10 dicembre 2002 | LINEAR                          |
| 114343 - | 2002 XY70                | 10 dicembre 2002 | LINEAR                          |
| 114344 - | 2002 XT71                | 11 dicembre 2002 | LINEAR                          |
| 114345 - | 2002 XN72                | 11 dicembre 2002 | LINEAR                          |
| 114346 - | 2002 XU73                | 11 dicembre 2002 | LINEAR                          |
| 114347 - | 2002 XP74                | 11 dicembre 2002 | LINEAR                          |
| 114348 - | 2002 XY74                | 11 dicembre 2002 | LINEAR                          |
| 114349 - | 2002 XW75                | 11 dicembre 2002 | LINEAR                          |
| 114350 - | 2002 XM77                | 11 dicembre 2002 | LINEAR                          |
| 114351 - | 2002 XR78                | 11 dicembre 2002 | LINEAR                          |
| 114352 - | 2002 XS78                | 11 dicembre 2002 | LINEAR                          |
| 114353 - | 2002 XJ79                | 11 dicembre 2002 | LINEAR                          |
| 114354 - | 2002 XR79                | 11 dicembre 2002 | LINEAR                          |
| 114355 - | 2002 XX80                | 11 dicembre 2002 | LINEAR                          |
| 114356 - | 2002 XZ80                | 11 dicembre 2002 | LINEAR                          |
| 114357 - | 2002 XC83                | 13 dicembre 2002 | LINEAR                          |
| 114358 - | 2002 XP83                | 13 dicembre 2002 | LINEAR                          |
| 114359 - | 2002 XD85                | 11 dicembre 2002 | LINEAR                          |
| 114360 - | 2002 XS85                | 11 dicembre 2002 | LINEAR                          |
| 114361 - | 2002 XJ86                | 11 dicembre 2002 | LINEAR                          |
| 114362 - | 2002 XK86                | 11 dicembre 2002 | LINEAR                          |
| 114363 - | 2002 XR86                | 11 dicembre 2002 | LINEAR                          |
| 114364 - | 2002 XU86                | 11 dicembre 2002 | LINEAR                          |
| 114365 - | 2002 XM87                | 11 dicembre 2002 | LINEAR                          |
| 114366 - | 2002 XP88                | 13 dicembre 2002 | LINEAR                          |
| 114367 - | 2002 XA89                | 14 dicembre 2002 | LINEAR                          |
| 114368 - | 2002 XC89                | 14 dicembre 2002 | LINEAR                          |
| 114369 - | 2002 XA95                | 5 dicembre 2002  | LINEAR                          |
| 114370 - | 2002 XR96                | 5 dicembre 2002  | LINEAR                          |
| 114371 - | 2002 XJ97                | 5 dicembre 2002  | LINEAR                          |
| 114372 - | 2002 XW97                | 5 dicembre 2002  | LINEAR                          |
| 114373 - | 2002 XT100               | 5 dicembre 2002  | LINEAR                          |
| 114374 - | 2002 XH103               | 5 dicembre 2002  | LINEAR                          |
| 114375 - | 2002 XY104               | 5 dicembre 2002  | LINEAR                          |
| 114376 - | 2002 XB106               | 5 dicembre 2002  | LINEAR                          |
| 114377 - | 2002 XP106               | 5 dicembre 2002  | LINEAR                          |
| 114378 - | 2002 XE108               | 6 dicembre 2002  | LINEAR                          |
| 114379 - | 2002 XM108               | 6 dicembre 2002  | LINEAR                          |
| 114380 - | 2002 XE109               | 6 dicembre 2002  | LINEAR                          |
| 114381 - | 2002 XL110               | 6 dicembre 2002  | LINEAR                          |
| 114382 - | 2002 XC112               | 6 dicembre 2002  | LINEAR                          |
| 114383 - | 2002 XF112               | 6 dicembre 2002  | LINEAR                          |
| 114384 - | 2002 YF                  | 27 dicembre 2002 | LONEOS                          |
| 114385 - | 2002 YX                  | 27 dicembre 2002 | LONEOS                          |
| 114386 - | 2002 YG1                 | 27 dicembre 2002 | LONEOS                          |
| 114387 - | 2002 YK1                 | 27 dicembre 2002 | LONEOS                          |
| 114388 - | 2002 YL1                 | 27 dicembre 2002 | LONEOS                          |
| 114389 - | 2002 YN1                 | 27 dicembre 2002 | LONEOS                          |
| 114390 - | 2002 YR3                 | 28 dicembre 2002 | LINEAR                          |
| 114391 - | 2002 YQ6                 | 28 dicembre 2002 | LONEOS                          |
| 114392 - | 2002 YK7                 | 31 dicembre 2002 | F. B. Zoltowski                 |
| 114393 - | 2002 YH8                 | 31 dicembre 2002 | LINEAR                          |
| 114394 - | 2002 YN8                 | 31 dicembre 2002 | LINEAR                          |
| 114395 - | 2002 YQ8                 | 31 dicembre 2002 | LINEAR                          |
| 114396 - | 2002 YG9                 | 31 dicembre 2002 | LINEAR                          |
| 114397 - | 2002 YD10                | 31 dicembre 2002 | LINEAR                          |
| 114398 - | 2002 YT13                | 31 dicembre 2002 | LINEAR                          |
| 114399 - | 2002 YZ13                | 31 dicembre 2002 | LINEAR                          |
| 114400 - | 2002 YG15                | 31 dicembre 2002 | LINEAR                          |

## 114401-114500
| Nome     | Designazione provvisoria | Data di scoperta | Scopritore |
| -------- | ------------------------ | ---------------- | ---------- |
| 114401 - | 2002 YC17                | 31 dicembre 2002 | LINEAR     |
| 114402 - | 2002 YW17                | 31 dicembre 2002 | LINEAR     |
| 114403 - | 2002 YE18                | 31 dicembre 2002 | LINEAR     |
| 114404 - | 2002 YJ19                | 31 dicembre 2002 | LINEAR     |
| 114405 - | 2002 YB20                | 31 dicembre 2002 | LINEAR     |
| 114406 - | 2002 YG20                | 31 dicembre 2002 | LINEAR     |
| 114407 - | 2002 YH20                | 31 dicembre 2002 | LINEAR     |
| 114408 - | 2002 YS20                | 31 dicembre 2002 | LINEAR     |
| 114409 - | 2002 YY21                | 31 dicembre 2002 | LINEAR     |
| 114410 - | 2002 YO22                | 31 dicembre 2002 | LINEAR     |
| 114411 - | 2002 YQ24                | 31 dicembre 2002 | LINEAR     |
| 114412 - | 2002 YH25                | 31 dicembre 2002 | LINEAR     |
| 114413 - | 2002 YD26                | 31 dicembre 2002 | LINEAR     |
| 114414 - | 2002 YN27                | 31 dicembre 2002 | LINEAR     |
| 114415 - | 2002 YY27                | 31 dicembre 2002 | LINEAR     |
| 114416 - | 2002 YY28                | 31 dicembre 2002 | LINEAR     |
| 114417 - | 2002 YX29                | 31 dicembre 2002 | LINEAR     |
| 114418 - | 2002 YO31                | 31 dicembre 2002 | LINEAR     |
| 114419 - | 2002 YQ31                | 31 dicembre 2002 | LINEAR     |
| 114420 - | 2002 YR31                | 31 dicembre 2002 | LINEAR     |
| 114421 - | 2002 YJ32                | 31 dicembre 2002 | LINEAR     |
| 114422 - | 2002 YL33                | 31 dicembre 2002 | LINEAR     |
| 114423 - | 2002 YD36                | 31 dicembre 2002 | LINEAR     |
| 114424 - | 2002 YE36                | 31 dicembre 2002 | LINEAR     |
| 114425 - | 2003 AV                  | 1 gennaio 2003   | LINEAR     |
| 114426 - | 2003 AB2                 | 2 gennaio 2003   | LINEAR     |
| 114427 - | 2003 AW2                 | 1 gennaio 2003   | LINEAR     |
| 114428 - | 2003 AB4                 | 3 gennaio 2003   | LINEAR     |
| 114429 - | 2003 AX4                 | 1 gennaio 2003   | LINEAR     |
| 114430 - | 2003 AT5                 | 1 gennaio 2003   | LINEAR     |
| 114431 - | 2003 AE6                 | 1 gennaio 2003   | LINEAR     |
| 114432 - | 2003 AN6                 | 1 gennaio 2003   | LINEAR     |
| 114433 - | 2003 AL7                 | 2 gennaio 2003   | LINEAR     |
| 114434 - | 2003 AM10                | 1 gennaio 2003   | LINEAR     |
| 114435 - | 2003 AX10                | 1 gennaio 2003   | LINEAR     |
| 114436 - | 2003 AP12                | 1 gennaio 2003   | LINEAR     |
| 114437 - | 2003 AR12                | 1 gennaio 2003   | LINEAR     |
| 114438 - | 2003 AJ13                | 1 gennaio 2003   | LINEAR     |
| 114439 - | 2003 AL13                | 1 gennaio 2003   | LINEAR     |
| 114440 - | 2003 AB14                | 1 gennaio 2003   | LINEAR     |
| 114441 - | 2003 AK14                | 2 gennaio 2003   | LINEAR     |
| 114442 - | 2003 AZ14                | 2 gennaio 2003   | LINEAR     |
| 114443 - | 2003 AQ17                | 4 gennaio 2003   | LINEAR     |
| 114444 - | 2003 AN18                | 5 gennaio 2003   | LINEAR     |
| 114445 - | 2003 AQ18                | 3 gennaio 2003   | LINEAR     |
| 114446 - | 2003 AS18                | 3 gennaio 2003   | Spacewatch |
| 114447 - | 2003 AM20                | 5 gennaio 2003   | LINEAR     |
| 114448 - | 2003 AL21                | 5 gennaio 2003   | LINEAR     |
| 114449 - | 2003 AJ22                | 5 gennaio 2003   | LINEAR     |
| 114450 - | 2003 AN22                | 5 gennaio 2003   | LINEAR     |
| 114451 - | 2003 AV23                | 4 gennaio 2003   | LINEAR     |
| 114452 - | 2003 AE25                | 4 gennaio 2003   | LINEAR     |
| 114453 - | 2003 AG25                | 4 gennaio 2003   | LINEAR     |
| 114454 - | 2003 AR27                | 4 gennaio 2003   | LINEAR     |
| 114455 - | 2003 AX27                | 4 gennaio 2003   | LINEAR     |
| 114456 - | 2003 AC28                | 4 gennaio 2003   | LINEAR     |
| 114457 - | 2003 AD28                | 4 gennaio 2003   | LINEAR     |
| 114458 - | 2003 AZ29                | 4 gennaio 2003   | LINEAR     |
| 114459 - | 2003 AN30                | 4 gennaio 2003   | LINEAR     |
| 114460 - | 2003 AM31                | 5 gennaio 2003   | LINEAR     |
| 114461 - | 2003 AH35                | 7 gennaio 2003   | LINEAR     |
| 114462 - | 2003 AX35                | 7 gennaio 2003   | LINEAR     |
| 114463 - | 2003 AD36                | 7 gennaio 2003   | LINEAR     |
| 114464 - | 2003 AO36                | 7 gennaio 2003   | LINEAR     |
| 114465 - | 2003 AY36                | 7 gennaio 2003   | LINEAR     |
| 114466 - | 2003 AA37                | 7 gennaio 2003   | LINEAR     |
| 114467 - | 2003 AK37                | 7 gennaio 2003   | LINEAR     |
| 114468 - | 2003 AO38                | 7 gennaio 2003   | LINEAR     |
| 114469 - | 2003 AK39                | 7 gennaio 2003   | LINEAR     |
| 114470 - | 2003 AS39                | 7 gennaio 2003   | LINEAR     |
| 114471 - | 2003 AM40                | 7 gennaio 2003   | LINEAR     |
| 114472 - | 2003 AR40                | 7 gennaio 2003   | LINEAR     |
| 114473 - | 2003 AT40                | 7 gennaio 2003   | LINEAR     |
| 114474 - | 2003 AS41                | 7 gennaio 2003   | LINEAR     |
| 114475 - | 2003 AX41                | 7 gennaio 2003   | LINEAR     |
| 114476 - | 2003 AD42                | 7 gennaio 2003   | LINEAR     |
| 114477 - | 2003 AQ43                | 5 gennaio 2003   | LINEAR     |
| 114478 - | 2003 AC44                | 5 gennaio 2003   | LINEAR     |
| 114479 - | 2003 AR46                | 5 gennaio 2003   | LINEAR     |
| 114480 - | 2003 AN49                | 5 gennaio 2003   | LINEAR     |
| 114481 - | 2003 AV50                | 5 gennaio 2003   | LINEAR     |
| 114482 - | 2003 AJ51                | 5 gennaio 2003   | LINEAR     |
| 114483 - | 2003 AJ52                | 5 gennaio 2003   | LINEAR     |
| 114484 - | 2003 AN54                | 5 gennaio 2003   | LINEAR     |
| 114485 - | 2003 AJ55                | 5 gennaio 2003   | LINEAR     |
| 114486 - | 2003 AJ57                | 5 gennaio 2003   | LINEAR     |
| 114487 - | 2003 AW57                | 5 gennaio 2003   | LINEAR     |
| 114488 - | 2003 AB58                | 5 gennaio 2003   | LINEAR     |
| 114489 - | 2003 AP58                | 5 gennaio 2003   | LINEAR     |
| 114490 - | 2003 AR58                | 5 gennaio 2003   | LINEAR     |
| 114491 - | 2003 AB60                | 5 gennaio 2003   | LINEAR     |
| 114492 - | 2003 AC60                | 5 gennaio 2003   | LINEAR     |
| 114493 - | 2003 AW60                | 7 gennaio 2003   | LINEAR     |
| 114494 - | 2003 AX60                | 7 gennaio 2003   | LINEAR     |
| 114495 - | 2003 AB61                | 7 gennaio 2003   | LINEAR     |
| 114496 - | 2003 AB62                | 7 gennaio 2003   | LINEAR     |
| 114497 - | 2003 AS63                | 8 gennaio 2003   | LINEAR     |
| 114498 - | 2003 AW69                | 8 gennaio 2003   | LINEAR     |
| 114499 - | 2003 AN70                | 10 gennaio 2003  | LINEAR     |
| 114500 - | 2003 AH71                | 10 gennaio 2003  | LINEAR     |

## 114501-114600
| Nome     | Designazione provvisoria | Data di scoperta | Scopritore |
| -------- | ------------------------ | ---------------- | ---------- |
| 114501 - | 2003 AP72                | 11 gennaio 2003  | LINEAR     |
| 114502 - | 2003 AD76                | 10 gennaio 2003  | LINEAR     |
| 114503 - | 2003 AG77                | 10 gennaio 2003  | LINEAR     |
| 114504 - | 2003 AR77                | 10 gennaio 2003  | LINEAR     |
| 114505 - | 2003 AO78                | 10 gennaio 2003  | Spacewatch |
| 114506 - | 2003 AU79                | 11 gennaio 2003  | LINEAR     |
| 114507 - | 2003 AX80                | 12 gennaio 2003  | LINEAR     |
| 114508 - | 2003 AS82                | 11 gennaio 2003  | Spacewatch |
| 114509 - | 2003 AZ85                | 7 gennaio 2003   | LINEAR     |
| 114510 - | 2003 AW86                | 1 gennaio 2003   | LINEAR     |
| 114511 - | 2003 AU88                | 2 gennaio 2003   | LINEAR     |
| 114512 - | 2003 AX89                | 4 gennaio 2003   | LINEAR     |
| 114513 - | 2003 BQ1                 | 26 gennaio 2003  | NEAT       |
| 114514 - | 2003 BX5                 | 26 gennaio 2003  | NEAT       |
| 114515 - | 2003 BA7                 | 25 gennaio 2003  | LONEOS     |
| 114516 - | 2003 BZ7                 | 26 gennaio 2003  | NEAT       |
| 114517 - | 2003 BF10                | 26 gennaio 2003  | NEAT       |
| 114518 - | 2003 BQ10                | 26 gennaio 2003  | LONEOS     |
| 114519 - | 2003 BZ10                | 26 gennaio 2003  | LONEOS     |
| 114520 - | 2003 BK11                | 26 gennaio 2003  | LONEOS     |
| 114521 - | 2003 BP11                | 26 gennaio 2003  | LONEOS     |
| 114522 - | 2003 BD12                | 26 gennaio 2003  | LONEOS     |
| 114523 - | 2003 BJ12                | 26 gennaio 2003  | LONEOS     |
| 114524 - | 2003 BT12                | 26 gennaio 2003  | NEAT       |
| 114525 - | 2003 BM13                | 26 gennaio 2003  | NEAT       |
| 114526 - | 2003 BO15                | 26 gennaio 2003  | LONEOS     |
| 114527 - | 2003 BF16                | 26 gennaio 2003  | NEAT       |
| 114528 - | 2003 BO16                | 26 gennaio 2003  | NEAT       |
| 114529 - | 2003 BT16                | 26 gennaio 2003  | NEAT       |
| 114530 - | 2003 BV16                | 26 gennaio 2003  | NEAT       |
| 114531 - | 2003 BU17                | 27 gennaio 2003  | LINEAR     |
| 114532 - | 2003 BY17                | 27 gennaio 2003  | LINEAR     |
| 114533 - | 2003 BY18                | 27 gennaio 2003  | LINEAR     |
| 114534 - | 2003 BT19                | 26 gennaio 2003  | LONEOS     |
| 114535 - | 2003 BU19                | 26 gennaio 2003  | LONEOS     |
| 114536 - | 2003 BM20                | 27 gennaio 2003  | LINEAR     |
| 114537 - | 2003 BO20                | 27 gennaio 2003  | LONEOS     |
| 114538 - | 2003 BA22                | 27 gennaio 2003  | LINEAR     |
| 114539 - | 2003 BB22                | 24 gennaio 2003  | NEAT       |
| 114540 - | 2003 BF24                | 25 gennaio 2003  | NEAT       |
| 114541 - | 2003 BP25                | 26 gennaio 2003  | NEAT       |
| 114542 - | 2003 BL26                | 26 gennaio 2003  | NEAT       |
| 114543 - | 2003 BZ26                | 26 gennaio 2003  | LONEOS     |
| 114544 - | 2003 BN28                | 26 gennaio 2003  | NEAT       |
| 114545 - | 2003 BS29                | 27 gennaio 2003  | LINEAR     |
| 114546 - | 2003 BY29                | 27 gennaio 2003  | LINEAR     |
| 114547 - | 2003 BE31                | 27 gennaio 2003  | LINEAR     |
| 114548 - | 2003 BO31                | 27 gennaio 2003  | LINEAR     |
| 114549 - | 2003 BU32                | 27 gennaio 2003  | NEAT       |
| 114550 - | 2003 BQ33                | 27 gennaio 2003  | NEAT       |
| 114551 - | 2003 BO34                | 26 gennaio 2003  | NEAT       |
| 114552 - | 2003 BF38                | 27 gennaio 2003  | LONEOS     |
| 114553 - | 2003 BH42                | 27 gennaio 2003  | NEAT       |
| 114554 - | 2003 BK42                | 28 gennaio 2003  | LINEAR     |
| 114555 - | 2003 BN44                | 27 gennaio 2003  | LINEAR     |
| 114556 - | 2003 BR50                | 27 gennaio 2003  | LINEAR     |
| 114557 - | 2003 BL51                | 27 gennaio 2003  | LINEAR     |
| 114558 - | 2003 BX51                | 27 gennaio 2003  | LINEAR     |
| 114559 - | 2003 BD52                | 27 gennaio 2003  | LINEAR     |
| 114560 - | 2003 BL52                | 27 gennaio 2003  | LINEAR     |
| 114561 - | 2003 BP52                | 27 gennaio 2003  | LINEAR     |
| 114562 - | 2003 BR53                | 27 gennaio 2003  | LONEOS     |
| 114563 - | 2003 BM55                | 27 gennaio 2003  | NEAT       |
| 114564 - | 2003 BR55                | 28 gennaio 2003  | LINEAR     |
| 114565 - | 2003 BN60                | 27 gennaio 2003  | NEAT       |
| 114566 - | 2003 BW62                | 28 gennaio 2003  | NEAT       |
| 114567 - | 2003 BB63                | 28 gennaio 2003  | LINEAR     |
| 114568 - | 2003 BC63                | 28 gennaio 2003  | LINEAR     |
| 114569 - | 2003 BW63                | 28 gennaio 2003  | LINEAR     |
| 114570 - | 2003 BB64                | 28 gennaio 2003  | NEAT       |
| 114571 - | 2003 BN65                | 30 gennaio 2003  | LONEOS     |
| 114572 - | 2003 BC68                | 27 gennaio 2003  | NEAT       |
| 114573 - | 2003 BJ68                | 28 gennaio 2003  | NEAT       |
| 114574 - | 2003 BL68                | 28 gennaio 2003  | LINEAR     |
| 114575 - | 2003 BH71                | 31 gennaio 2003  | LINEAR     |
| 114576 - | 2003 BG73                | 28 gennaio 2003  | NEAT       |
| 114577 - | 2003 BR73                | 29 gennaio 2003  | NEAT       |
| 114578 - | 2003 BW73                | 29 gennaio 2003  | NEAT       |
| 114579 - | 2003 BX75                | 29 gennaio 2003  | NEAT       |
| 114580 - | 2003 BP77                | 30 gennaio 2003  | LONEOS     |
| 114581 - | 2003 BX77                | 30 gennaio 2003  | LONEOS     |
| 114582 - | 2003 BR78                | 31 gennaio 2003  | LINEAR     |
| 114583 - | 2003 BD80                | 31 gennaio 2003  | LINEAR     |
| 114584 - | 2003 BF80                | 31 gennaio 2003  | LONEOS     |
| 114585 - | 2003 BL80                | 31 gennaio 2003  | LONEOS     |
| 114586 - | 2003 BZ80                | 30 gennaio 2003  | LONEOS     |
| 114587 - | 2003 BQ82                | 31 gennaio 2003  | LINEAR     |
| 114588 - | 2003 BB84                | 31 gennaio 2003  | LINEAR     |
| 114589 - | 2003 BE84                | 31 gennaio 2003  | LINEAR     |
| 114590 - | 2003 BB86                | 23 gennaio 2003  | Spacewatch |
| 114591 - | 2003 CS1                 | 1 febbraio 2003  | LINEAR     |
| 114592 - | 2003 CU2                 | 2 febbraio 2003  | LINEAR     |
| 114593 - | 2003 CG3                 | 2 febbraio 2003  | LINEAR     |
| 114594 - | 2003 CF4                 | 1 febbraio 2003  | LINEAR     |
| 114595 - | 2003 CO6                 | 1 febbraio 2003  | LINEAR     |
| 114596 - | 2003 CY6                 | 1 febbraio 2003  | LINEAR     |
| 114597 - | 2003 CF7                 | 1 febbraio 2003  | LINEAR     |
| 114598 - | 2003 CN8                 | 1 febbraio 2003  | NEAT       |
| 114599 - | 2003 CG9                 | 2 febbraio 2003  | LONEOS     |
| 114600 - | 2003 CG10                | 2 febbraio 2003  | LINEAR     |

## 114601-114700
| Nome                  | Designazione provvisoria | Data di scoperta | Scopritore                                |
| --------------------- | ------------------------ | ---------------- | ----------------------------------------- |
| 114601 -              | 2003 CB12                | 2 febbraio 2003  | NEAT                                      |
| 114602 -              | 2003 CD12                | 2 febbraio 2003  | NEAT                                      |
| 114603 -              | 2003 CY12                | 2 febbraio 2003  | NEAT                                      |
| 114604 -              | 2003 CC13                | 3 febbraio 2003  | NEAT                                      |
| 114605 -              | 2003 CL15                | 4 febbraio 2003  | NEAT                                      |
| 114606 -              | 2003 CV18                | 6 febbraio 2003  | LINEAR                                    |
| 114607 -              | 2003 DZ4                 | 19 febbraio 2003 | NEAT                                      |
| 114608 Emanuelepace   | 2003 DC7                 | 23 febbraio 2003 | CINEOS                                    |
| 114609 -              | 2003 DT7                 | 22 febbraio 2003 | NEAT                                      |
| 114610 -              | 2003 DN8                 | 22 febbraio 2003 | NEAT                                      |
| 114611 Valeriobocci   | 2003 DE9                 | 24 febbraio 2003 | CINEOS                                    |
| 114612 Sandrasavaglio | 2003 DV12                | 26 febbraio 2003 | CINEOS                                    |
| 114613 Antoninobrosio | 2003 DS15                | 25 febbraio 2003 | CINEOS                                    |
| 114614 -              | 2003 DQ17                | 22 febbraio 2003 | J. W. Kessel                              |
| 114615 -              | 2003 DA18                | 19 febbraio 2003 | NEAT                                      |
| 114616 -              | 2003 DK19                | 21 febbraio 2003 | NEAT                                      |
| 114617 -              | 2003 DU20                | 22 febbraio 2003 | NEAT                                      |
| 114618 -              | 2003 EO                  | 3 marzo 2003     | NEAT                                      |
| 114619 -              | 2003 EP                  | 3 marzo 2003     | NEAT                                      |
| 114620 -              | 2003 EL4                 | 6 marzo 2003     | W. K. Y. Yeung                            |
| 114621 -              | 2003 ET5                 | 5 marzo 2003     | LINEAR                                    |
| 114622 -              | 2003 EZ7                 | 6 marzo 2003     | LONEOS                                    |
| 114623 -              | 2003 EJ8                 | 6 marzo 2003     | LONEOS                                    |
| 114624 -              | 2003 EX9                 | 6 marzo 2003     | LONEOS                                    |
| 114625 -              | 2003 EQ10                | 6 marzo 2003     | LINEAR                                    |
| 114626 -              | 2003 EP13                | 6 marzo 2003     | LINEAR                                    |
| 114627 -              | 2003 EZ15                | 7 marzo 2003     | NEAT                                      |
| 114628 -              | 2003 ET16                | 8 marzo 2003     | P. R. Holvorcem, M. B. Schwartz           |
| 114629 -              | 2003 EU16                | 6 marzo 2003     | LONEOS                                    |
| 114630 -              | 2003 EW17                | 6 marzo 2003     | LONEOS                                    |
| 114631 -              | 2003 ET19                | 6 marzo 2003     | Goodricke-Pigott                          |
| 114632 -              | 2003 EB21                | 6 marzo 2003     | LONEOS                                    |
| 114633 -              | 2003 EW21                | 6 marzo 2003     | LINEAR                                    |
| 114634 -              | 2003 EN24                | 6 marzo 2003     | LINEAR                                    |
| 114635 -              | 2003 EW26                | 6 marzo 2003     | LINEAR                                    |
| 114636 -              | 2003 EW28                | 6 marzo 2003     | LINEAR                                    |
| 114637 -              | 2003 EY28                | 6 marzo 2003     | LINEAR                                    |
| 114638 -              | 2003 EP29                | 6 marzo 2003     | LINEAR                                    |
| 114639 -              | 2003 EF32                | 7 marzo 2003     | Spacewatch                                |
| 114640 -              | 2003 EK35                | 7 marzo 2003     | LINEAR                                    |
| 114641 -              | 2003 EX38                | 8 marzo 2003     | Spacewatch                                |
| 114642 -              | 2003 EG39                | 8 marzo 2003     | LINEAR                                    |
| 114643 -              | 2003 EY39                | 8 marzo 2003     | LINEAR                                    |
| 114644 -              | 2003 EY40                | 8 marzo 2003     | Spacewatch                                |
| 114645 -              | 2003 EZ40                | 8 marzo 2003     | LONEOS                                    |
| 114646 -              | 2003 ER41                | 6 marzo 2003     | LINEAR                                    |
| 114647 -              | 2003 ER44                | 7 marzo 2003     | LONEOS                                    |
| 114648 -              | 203 EK45                 | 7 marzo 2003     | Lincoln Near-Earth Asteroid ResearchINEAR |
| 114649 Jeanneacker    | 2003 EN52                | 6 marzo 2003     | B. Christophe                             |
| 114650 -              | 2003 EW52                | 8 marzo 2003     | LINEAR                                    |
| 114651 -              | 2003 EZ52                | 8 marzo 2003     | LINEAR                                    |
| 114652 -              | 2003 EU53                | 11 marzo 2003    | LINEAR                                    |
| 114653 -              | 2003 EX55                | 9 marzo 2003     | LINEAR                                    |
| 114654 -              | 2003 ER57                | 9 marzo 2003     | LINEAR                                    |
| 114655 -              | 2003 ES57                | 9 marzo 2003     | LINEAR                                    |
| 114656 -              | 2003 FE3                 | 24 marzo 2003    | LINEAR                                    |
| 114657 -              | 2003 FG3                 | 24 marzo 2003    | LINEAR                                    |
| 114658 -              | 2003 FP6                 | 27 marzo 2003    | L. Casady, P. Garossino                   |
| 114659 Sajnovics      | 2003 FJ7                 | 28 marzo 2003    | K. Sárneczky                              |
| 114660 -              | 2003 FS7                 | 30 marzo 2003    | R. Clingan                                |
| 114661 -              | 2003 FR11                | 23 marzo 2003    | Spacewatch                                |
| 114662 -              | 2003 FA12                | 23 marzo 2003    | Spacewatch                                |
| 114663 -              | 2003 FZ14                | 23 marzo 2003    | CSS                                       |
| 114664 -              | 2003 FO15                | 23 marzo 2003    | Spacewatch                                |
| 114665 -              | 2003 FS28                | 24 marzo 2003    | NEAT                                      |
| 114666 -              | 2003 FW36                | 23 marzo 2003    | Spacewatch                                |
| 114667 -              | 2003 FQ37                | 23 marzo 2003    | Spacewatch                                |
| 114668 -              | 2003 FN42                | 23 marzo 2003    | Spacewatch                                |
| 114669 -              | 2003 FU43                | 23 marzo 2003    | Spacewatch                                |
| 114670 -              | 2003 FT44                | 23 marzo 2003    | NEAT                                      |
| 114671 -              | 2003 FW44                | 24 marzo 2003    | Spacewatch                                |
| 114672 -              | 2003 FU45                | 24 marzo 2003    | Spacewatch                                |
| 114673 -              | 2003 FY46                | 24 marzo 2003    | Spacewatch                                |
| 114674 -              | 2003 FU49                | 24 marzo 2003    | NEAT                                      |
| 114675 -              | 2003 FV49                | 24 marzo 2003    | NEAT                                      |
| 114676 -              | 2003 FZ49                | 24 marzo 2003    | NEAT                                      |
| 114677 -              | 2003 FD52                | 25 marzo 2003    | NEAT                                      |
| 114678 -              | 2003 FU53                | 25 marzo 2003    | Spacewatch                                |
| 114679 -              | 2003 FJ54                | 25 marzo 2003    | NEAT                                      |
| 114680 -              | 2003 FE56                | 26 marzo 2003    | Spacewatch                                |
| 114681 -              | 2003 FK71                | 26 marzo 2003    | Spacewatch                                |
| 114682 -              | 2003 FH72                | 26 marzo 2003    | NEAT                                      |
| 114683 -              | 2003 FC73                | 26 marzo 2003    | NEAT                                      |
| 114684 -              | 2003 FV76                | 27 marzo 2003    | NEAT                                      |
| 114685 -              | 2003 FM79                | 27 marzo 2003    | Spacewatch                                |
| 114686 -              | 2003 FN80                | 27 marzo 2003    | LINEAR                                    |
| 114687 -              | 2003 FC81                | 27 marzo 2003    | LINEAR                                    |
| 114688 -              | 2003 FK81                | 27 marzo 2003    | CSS                                       |
| 114689 Tomstevens     | 2003 FJ84                | 28 marzo 2003    | Needville                                 |
| 114690 -              | 2003 FK87                | 28 marzo 2003    | CSS                                       |
| 114691 -              | 2003 FJ88                | 28 marzo 2003    | Spacewatch                                |
| 114692 -              | 2003 FW89                | 29 marzo 2003    | LONEOS                                    |
| 114693 -              | 2003 FC93                | 29 marzo 2003    | LONEOS                                    |
| 114694 -              | 2003 FC99                | 30 marzo 2003    | LINEAR                                    |
| 114695 -              | 2003 FS102               | 31 marzo 2003    | LINEAR                                    |
| 114696 -              | 2003 FY106               | 27 marzo 2003    | LONEOS                                    |
| 114697 -              | 2003 FS109               | 28 marzo 2003    | Spacewatch                                |
| 114698 -              | 2003 FG114               | 31 marzo 2003    | Spacewatch                                |
| 114699 -              | 2003 FO115               | 31 marzo 2003    | LINEAR                                    |
| 114700 -              | 2003 FV115               | 31 marzo 2003    | LINEAR                                    |

## 114701-114800
| Nome                | Designazione provvisoria | Data di scoperta | Scopritore                      |
| ------------------- | ------------------------ | ---------------- | ------------------------------- |
| 114701 -            | 2003 FQ116               | 23 marzo 2003    | Spacewatch                      |
| 114702 -            | 2003 FU119               | 26 marzo 2003    | LONEOS                          |
| 114703 North Dakota | 2003 FA120               | 24 marzo 2003    | V. Reddy                        |
| 114704 -            | 2003 FO121               | 25 marzo 2003    | LONEOS                          |
| 114705 Tamayo       | 2003 FP124               | 30 marzo 2003    | M. W. Buie                      |
| 114706 -            | 2003 GB1                 | 1 aprile 2003    | LINEAR                          |
| 114707 -            | 2003 GC1                 | 1 aprile 2003    | LONEOS                          |
| 114708 -            | 2003 GD4                 | 1 aprile 2003    | LINEAR                          |
| 114709 -            | 2003 GU5                 | 1 aprile 2003    | LINEAR                          |
| 114710 -            | 2003 GX7                 | 3 aprile 2003    | LONEOS                          |
| 114711 -            | 2003 GC9                 | 2 aprile 2003    | LINEAR                          |
| 114712 -            | 2003 GF9                 | 2 aprile 2003    | LINEAR                          |
| 114713 -            | 2003 GN14                | 2 aprile 2003    | NEAT                            |
| 114714 -            | 2003 GC15                | 4 aprile 2003    | Spacewatch                      |
| 114715 -            | 2003 GL15                | 3 aprile 2003    | LONEOS                          |
| 114716 -            | 2003 GH17                | 6 aprile 2003    | LINEAR                          |
| 114717 -            | 2003 GD18                | 4 aprile 2003    | Spacewatch                      |
| 114718 -            | 2003 GN23                | 4 aprile 2003    | LONEOS                          |
| 114719 -            | 2003 GW30                | 8 aprile 2003    | Spacewatch                      |
| 114720 -            | 2003 GZ30                | 8 aprile 2003    | LINEAR                          |
| 114721 -            | 2003 GG32                | 8 aprile 2003    | LINEAR                          |
| 114722 -            | 2003 GN33                | 3 aprile 2003    | Deep Lens Survey                |
| 114723 -            | 2003 GU34                | 7 aprile 2003    | Spacewatch                      |
| 114724 -            | 2003 GK36                | 5 aprile 2003    | LINEAR                          |
| 114725 Gordonwalker | 2003 GW36                | 6 aprile 2003    | LONEOS                          |
| 114726 -            | 2003 HE1                 | 21 aprile 2003   | CSS                             |
| 114727 -            | 2003 HG3                 | 24 aprile 2003   | LONEOS                          |
| 114728 -            | 2003 HP3                 | 24 aprile 2003   | LONEOS                          |
| 114729 -            | 2003 HA6                 | 25 aprile 2003   | R. Clingan                      |
| 114730 -            | 2003 HH6                 | 25 aprile 2003   | Spacewatch                      |
| 114731 -            | 2003 HN7                 | 24 aprile 2003   | LONEOS                          |
| 114732 -            | 2003 HT8                 | 24 aprile 2003   | LONEOS                          |
| 114733 -            | 2003 HX8                 | 24 aprile 2003   | LONEOS                          |
| 114734 -            | 2003 HA9                 | 24 aprile 2003   | LONEOS                          |
| 114735 Irenemagni   | 2003 HP9                 | 24 aprile 2003   | F. Bernardi                     |
| 114736 -            | 2003 HZ10                | 25 aprile 2003   | Spacewatch                      |
| 114737 -            | 2003 HX11                | 25 aprile 2003   | LONEOS                          |
| 114738 Melissa      | 2003 HQ12                | 23 aprile 2003   | CINEOS                          |
| 114739 Tripodi      | 2003 HR12                | 23 aprile 2003   | CINEOS                          |
| 114740 Luigitatto   | 2003 HB14                | 25 aprile 2003   | CINEOS                          |
| 114741 -            | 2003 HH14                | 26 aprile 2003   | LINEAR                          |
| 114742 -            | 2003 HJ16                | 24 aprile 2003   | LINEAR                          |
| 114743 -            | 2003 HL20                | 24 aprile 2003   | LONEOS                          |
| 114744 -            | 2003 HU20                | 24 aprile 2003   | LONEOS                          |
| 114745 -            | 2003 HD21                | 25 aprile 2003   | Spacewatch                      |
| 114746 -            | 2003 HN21                | 26 aprile 2003   | NEAT                            |
| 114747 -            | 2003 HH27                | 27 aprile 2003   | LONEOS                          |
| 114748 -            | 2003 HC28                | 26 aprile 2003   | NEAT                            |
| 114749 -            | 2003 HR29                | 28 aprile 2003   | LONEOS                          |
| 114750 -            | 2003 HP40                | 29 aprile 2003   | LINEAR                          |
| 114751 -            | 2003 HN41                | 29 aprile 2003   | NEAT                            |
| 114752 -            | 2003 HW41                | 29 aprile 2003   | NEAT                            |
| 114753 -            | 2003 HP42                | 28 aprile 2003   | M. B. Schwartz, P. R. Holvorcem |
| 114754 -            | 2003 HX42                | 29 aprile 2003   | J. Broughton                    |
| 114755 -            | 2003 HP44                | 28 aprile 2003   | Spacewatch                      |
| 114756 -            | 2003 HC45                | 29 aprile 2003   | LINEAR                          |
| 114757 -            | 2003 HG45                | 29 aprile 2003   | LINEAR                          |
| 114758 -            | 2003 HD46                | 28 aprile 2003   | LONEOS                          |
| 114759 -            | 2003 HS46                | 28 aprile 2003   | LINEAR                          |
| 114760 -            | 2003 HY46                | 28 aprile 2003   | LINEAR                          |
| 114761 -            | 2003 HN47                | 29 aprile 2003   | LONEOS                          |
| 114762 -            | 2003 HE54                | 24 aprile 2003   | LONEOS                          |
| 114763 -            | 2003 JF1                 | 1 maggio 2003    | Spacewatch                      |
| 114764 -            | 2003 JJ1                 | 1 maggio 2003    | LINEAR                          |
| 114765 -            | 2003 JO1                 | 1 maggio 2003    | LINEAR                          |
| 114766 -            | 2003 JW2                 | 2 maggio 2003    | LINEAR                          |
| 114767 -            | 2003 JE11                | 2 maggio 2003    | J. Broughton                    |
| 114768 -            | 2003 JH12                | 5 maggio 2003    | Spacewatch                      |
| 114769 -            | 2003 JM13                | 6 maggio 2003    | Spacewatch                      |
| 114770 -            | 2003 JR14                | 1 maggio 2003    | Spacewatch                      |
| 114771 -            | 2003 JB17                | 10 maggio 2003   | J. Broughton                    |
| 114772 -            | 2003 KD4                 | 24 maggio 2003   | J. Broughton                    |
| 114773 -            | 2003 KE4                 | 24 maggio 2003   | J. Broughton                    |
| 114774 -            | 2003 KZ13                | 27 maggio 2003   | LINEAR                          |
| 114775 -            | 2003 KF14                | 25 maggio 2003   | Spacewatch                      |
| 114776 -            | 2003 MJ                  | 20 giugno 2003   | J. Broughton                    |
| 114777 -            | 2003 MG2                 | 23 giugno 2003   | LONEOS                          |
| 114778 -            | 2003 ML2                 | 22 giugno 2003   | LONEOS                          |
| 114779 -            | 2003 MQ2                 | 25 giugno 2003   | NEAT                            |
| 114780 -            | 2003 MD3                 | 25 giugno 2003   | LINEAR                          |
| 114781 -            | 2003 ML4                 | 25 giugno 2003   | LINEAR                          |
| 114782 -            | 2003 MB6                 | 26 giugno 2003   | LINEAR                          |
| 114783 -            | 2003 ME6                 | 26 giugno 2003   | LINEAR                          |
| 114784 -            | 2003 MF6                 | 26 giugno 2003   | NEAT                            |
| 114785 -            | 2003 MH6                 | 26 giugno 2003   | NEAT                            |
| 114786 -            | 2003 MR6                 | 26 giugno 2003   | LINEAR                          |
| 114787 -            | 2003 MX9                 | 29 giugno 2003   | J. Broughton                    |
| 114788 -            | 2003 MA10                | 29 giugno 2003   | J. Broughton                    |
| 114789 -            | 2003 MT10                | 26 giugno 2003   | LINEAR                          |
| 114790 -            | 2003 MS11                | 27 giugno 2003   | LINEAR                          |
| 114791 -            | 2003 ML12                | 29 giugno 2003   | LINEAR                          |
| 114792 -            | 2003 MT12                | 30 giugno 2003   | LINEAR                          |
| 114793 -            | 2003 NK1                 | 1 luglio 2003    | LINEAR                          |
| 114794 -            | 2003 NM1                 | 1 luglio 2003    | LINEAR                          |
| 114795 -            | 2003 NP1                 | 2 luglio 2003    | LINEAR                          |
| 114796 -            | 2003 NO2                 | 3 luglio 2003    | J. Broughton                    |
| 114797 -            | 2003 NL3                 | 4 luglio 2003    | LONEOS                          |
| 114798 -            | 2003 NW3                 | 3 luglio 2003    | Spacewatch                      |
| 114799 -            | 2003 NP6                 | 8 luglio 2003    | LONEOS                          |
| 114800 -            | 2003 NM7                 | 8 luglio 2003    | LONEOS                          |

## 114801-114900
| Nome              | Designazione provvisoria | Data di scoperta | Scopritore           |
| ----------------- | ------------------------ | ---------------- | -------------------- |
| 114801 -          | 2003 NG8                 | 8 luglio 2003    | NEAT                 |
| 114802 -          | 2003 NN8                 | 1 luglio 2003    | LINEAR               |
| 114803 -          | 2003 NP8                 | 10 luglio 2003   | NEAT                 |
| 114804 -          | 2003 NS8                 | 10 luglio 2003   | NEAT                 |
| 114805 -          | 2003 NR10                | 3 luglio 2003    | Spacewatch           |
| 114806 -          | 2003 OR                  | 20 luglio 2003   | J. Broughton         |
| 114807 -          | 2003 OK1                 | 20 luglio 2003   | NEAT                 |
| 114808 -          | 2003 OP3                 | 22 luglio 2003   | NEAT                 |
| 114809 -          | 2003 OA5                 | 22 luglio 2003   | NEAT                 |
| 114810 -          | 2003 OQ5                 | 24 luglio 2003   | J. Broughton         |
| 114811 -          | 2003 OR5                 | 24 luglio 2003   | J. Broughton         |
| 114812 -          | 2003 OU5                 | 24 luglio 2003   | J. Broughton         |
| 114813 -          | 2003 OB7                 | 24 luglio 2003   | CINEOS               |
| 114814 -          | 2003 OG9                 | 23 luglio 2003   | NEAT                 |
| 114815 -          | 2003 OO9                 | 24 luglio 2003   | CINEOS               |
| 114816 -          | 2003 OT9                 | 25 luglio 2003   | LINEAR               |
| 114817 -          | 2003 OK10                | 26 luglio 2003   | NEAT                 |
| 114818 -          | 2003 OR10                | 27 luglio 2003   | J. Broughton         |
| 114819 -          | 2003 OU11                | 20 luglio 2003   | NEAT                 |
| 114820 -          | 2003 OS12                | 28 luglio 2003   | NEAT                 |
| 114821 -          | 2003 OC14                | 28 luglio 2003   | NEAT                 |
| 114822 -          | 2003 ON15                | 23 luglio 2003   | NEAT                 |
| 114823 -          | 2003 OB16                | 23 luglio 2003   | NEAT                 |
| 114824 -          | 2003 OB17                | 29 luglio 2003   | CINEOS               |
| 114825 -          | 2003 OD17                | 29 luglio 2003   | CINEOS               |
| 114826 -          | 2003 OX17                | 29 luglio 2003   | J. Broughton         |
| 114827 -          | 2003 OY18                | 30 luglio 2003   | NEAT                 |
| 114828 Ricoromita | 2003 OL20                | 30 luglio 2003   | CINEOS               |
| 114829 Chierchia  | 2003 OC21                | 23 luglio 2003   | CINEOS               |
| 114830 -          | 2003 OX21                | 29 luglio 2003   | LINEAR               |
| 114831 -          | 2003 OG22                | 29 luglio 2003   | LINEAR               |
| 114832 -          | 2003 OT22                | 30 luglio 2003   | LINEAR               |
| 114833 -          | 2003 OZ22                | 30 luglio 2003   | LINEAR               |
| 114834 -          | 2003 OB23                | 30 luglio 2003   | LINEAR               |
| 114835 -          | 2003 ON26                | 24 luglio 2003   | NEAT                 |
| 114836 -          | 2003 OZ26                | 24 luglio 2003   | NEAT                 |
| 114837 -          | 2003 OB28                | 24 luglio 2003   | NEAT                 |
| 114838 -          | 2003 OD29                | 24 luglio 2003   | NEAT                 |
| 114839 -          | 2003 OL29                | 24 luglio 2003   | NEAT                 |
| 114840 -          | 2003 OK31                | 30 luglio 2003   | LINEAR               |
| 114841 -          | 2003 PF                  | 1 agosto 2003    | J. Broughton         |
| 114842 -          | 2003 PF1                 | 1 agosto 2003    | NEAT                 |
| 114843 -          | 2003 PW1                 | 1 agosto 2003    | NEAT                 |
| 114844 -          | 2003 PZ1                 | 1 agosto 2003    | NEAT                 |
| 114845 -          | 2003 PN2                 | 2 agosto 2003    | NEAT                 |
| 114846 -          | 2003 PP3                 | 2 agosto 2003    | NEAT                 |
| 114847 -          | 2003 PS3                 | 2 agosto 2003    | NEAT                 |
| 114848 -          | 2003 PE4                 | 2 agosto 2003    | NEAT                 |
| 114849 -          | 2003 PY4                 | 3 agosto 2003    | NEAT                 |
| 114850 -          | 2003 PC5                 | 4 agosto 2003    | LINEAR               |
| 114851 -          | 2003 PZ5                 | 1 agosto 2003    | LINEAR               |
| 114852 -          | 2003 PL6                 | 1 agosto 2003    | LINEAR               |
| 114853 -          | 2003 PM6                 | 1 agosto 2003    | LINEAR               |
| 114854 -          | 2003 PY7                 | 2 agosto 2003    | NEAT                 |
| 114855 -          | 2003 PH8                 | 2 agosto 2003    | NEAT                 |
| 114856 -          | 2003 PP8                 | 4 agosto 2003    | LINEAR               |
| 114857 -          | 2003 PE9                 | 4 agosto 2003    | LINEAR               |
| 114858 -          | 2003 PO9                 | 4 agosto 2003    | LINEAR               |
| 114859 -          | 2003 PK12                | 7 agosto 2003    | NEAT                 |
| 114860 -          | 2003 QB                  | 24 luglio 2003   | NEAT                 |
| 114861 -          | 2003 QD                  | 17 agosto 2003   | Needville            |
| 114862 -          | 2003 QF1                 | 19 agosto 2003   | CINEOS               |
| 114863 -          | 2003 QH1                 | 19 agosto 2003   | CINEOS               |
| 114864 -          | 2003 QM1                 | 19 agosto 2003   | CINEOS               |
| 114865 -          | 2003 QP2                 | 19 agosto 2003   | CINEOS               |
| 114866 -          | 2003 QU2                 | 19 agosto 2003   | CINEOS               |
| 114867 -          | 2003 QP3                 | 17 agosto 2003   | NEAT                 |
| 114868 -          | 2003 QW5                 | 21 agosto 2003   | Š. Gajdoš, J. Világi |
| 114869 -          | 2003 QX5                 | 18 agosto 2003   | CINEOS               |
| 114870 -          | 2003 QF7                 | 20 agosto 2003   | CINEOS               |
| 114871 -          | 2003 QH7                 | 21 agosto 2003   | NEAT                 |
| 114872 -          | 2003 QE8                 | 20 agosto 2003   | NEAT                 |
| 114873 -          | 2003 QZ9                 | 20 agosto 2003   | J. Broughton         |
| 114874 -          | 2003 QY10                | 20 agosto 2003   | CINEOS               |
| 114875 -          | 2003 QG11                | 21 agosto 2003   | Needville            |
| 114876 -          | 2003 QP11                | 21 agosto 2003   | NEAT                 |
| 114877 -          | 2003 QN12                | 22 agosto 2003   | NEAT                 |
| 114878 -          | 2003 QS12                | 22 agosto 2003   | LINEAR               |
| 114879 -          | 2003 QW12                | 22 agosto 2003   | NEAT                 |
| 114880 -          | 2003 QE13                | 22 agosto 2003   | NEAT                 |
| 114881 -          | 2003 QJ14                | 20 agosto 2003   | NEAT                 |
| 114882 -          | 2003 QU14                | 20 agosto 2003   | NEAT                 |
| 114883 -          | 2003 QV14                | 20 agosto 2003   | NEAT                 |
| 114884 -          | 2003 QD15                | 20 agosto 2003   | NEAT                 |
| 114885 -          | 2003 QG16                | 20 agosto 2003   | NEAT                 |
| 114886 -          | 2003 QN16                | 20 agosto 2003   | CINEOS               |
| 114887 -          | 2003 QS16                | 21 agosto 2003   | NEAT                 |
| 114888 -          | 2003 QT16                | 21 agosto 2003   | NEAT                 |
| 114889 -          | 2003 QJ18                | 22 agosto 2003   | NEAT                 |
| 114890 -          | 2003 QP19                | 22 agosto 2003   | NEAT                 |
| 114891 -          | 2003 QD20                | 22 agosto 2003   | NEAT                 |
| 114892 -          | 2003 QN20                | 22 agosto 2003   | NEAT                 |
| 114893 -          | 2003 QR20                | 22 agosto 2003   | NEAT                 |
| 114894 -          | 2003 QS20                | 22 agosto 2003   | NEAT                 |
| 114895 -          | 2003 QG21                | 22 agosto 2003   | NEAT                 |
| 114896 -          | 2003 QV21                | 22 agosto 2003   | NEAT                 |
| 114897 -          | 2003 QX21                | 20 agosto 2003   | NEAT                 |
| 114898 -          | 2003 QQ22                | 20 agosto 2003   | NEAT                 |
| 114899 -          | 2003 QT23                | 21 agosto 2003   | NEAT                 |
| 114900 -          | 2003 QU24                | 22 agosto 2003   | CINEOS               |

## 114901-115000
| Nome          | Designazione provvisoria | Data di scoperta | Scopritore                           |
| ------------- | ------------------------ | ---------------- | ------------------------------------ |
| 114901 -      | 2003 QK25                | 22 agosto 2003   | NEAT                                 |
| 114902 -      | 2003 QN25                | 22 agosto 2003   | NEAT                                 |
| 114903 -      | 2003 QW25                | 22 agosto 2003   | NEAT                                 |
| 114904 -      | 2003 QX25                | 22 agosto 2003   | NEAT                                 |
| 114905 -      | 2003 QX26                | 22 agosto 2003   | NEAT                                 |
| 114906 -      | 2003 QH27                | 23 agosto 2003   | NEAT                                 |
| 114907 -      | 2003 QK27                | 23 agosto 2003   | NEAT                                 |
| 114908 -      | 2003 QO27                | 23 agosto 2003   | LINEAR                               |
| 114909 -      | 2003 QD28                | 20 agosto 2003   | NEAT                                 |
| 114910 -      | 2003 QA29                | 24 agosto 2003   | L. Ball                              |
| 114911 -      | 2003 QR30                | 23 agosto 2003   | LINEAR                               |
| 114912 -      | 2003 QS30                | 23 agosto 2003   | LINEAR                               |
| 114913 -      | 2003 QG33                | 22 agosto 2003   | LINEAR                               |
| 114914 -      | 2003 QO34                | 22 agosto 2003   | NEAT                                 |
| 114915 -      | 2003 QU34                | 22 agosto 2003   | NEAT                                 |
| 114916 -      | 2003 QF36                | 22 agosto 2003   | LINEAR                               |
| 114917 -      | 2003 QW36                | 22 agosto 2003   | LINEAR                               |
| 114918 -      | 2003 QX36                | 22 agosto 2003   | LINEAR                               |
| 114919 -      | 2003 QQ38                | 22 agosto 2003   | LINEAR                               |
| 114920 -      | 2003 QX38                | 22 agosto 2003   | LINEAR                               |
| 114921 -      | 2003 QA39                | 22 agosto 2003   | LINEAR                               |
| 114922 -      | 2003 QB40                | 22 agosto 2003   | LINEAR                               |
| 114923 -      | 2003 QL40                | 22 agosto 2003   | LINEAR                               |
| 114924 -      | 2003 QL41                | 22 agosto 2003   | LINEAR                               |
| 114925 -      | 2003 QX41                | 22 agosto 2003   | LINEAR                               |
| 114926 -      | 2003 QW42                | 22 agosto 2003   | LINEAR                               |
| 114927 -      | 2003 QZ42                | 22 agosto 2003   | NEAT                                 |
| 114928 -      | 2003 QB43                | 22 agosto 2003   | NEAT                                 |
| 114929 -      | 2003 QU43                | 22 agosto 2003   | NEAT                                 |
| 114930 -      | 2003 QH44                | 23 agosto 2003   | NEAT                                 |
| 114931 -      | 2003 QG45                | 23 agosto 2003   | LINEAR                               |
| 114932 -      | 2003 QM45                | 23 agosto 2003   | NEAT                                 |
| 114933 -      | 2003 QZ45                | 23 agosto 2003   | LINEAR                               |
| 114934 -      | 2003 QX47                | 20 agosto 2003   | NEAT                                 |
| 114935 -      | 2003 QF50                | 22 agosto 2003   | NEAT                                 |
| 114936 -      | 2003 QH51                | 22 agosto 2003   | NEAT                                 |
| 114937 -      | 2003 QP51                | 23 agosto 2003   | NEAT                                 |
| 114938 -      | 2003 QW51                | 23 agosto 2003   | NEAT                                 |
| 114939 -      | 2003 QB52                | 23 agosto 2003   | NEAT                                 |
| 114940 -      | 2003 QH52                | 23 agosto 2003   | LINEAR                               |
| 114941 -      | 2003 QB53                | 23 agosto 2003   | LINEAR                               |
| 114942 -      | 2003 QJ53                | 23 agosto 2003   | LINEAR                               |
| 114943 -      | 2003 QT53                | 23 agosto 2003   | LINEAR                               |
| 114944 -      | 2003 QU53                | 23 agosto 2003   | LINEAR                               |
| 114945 -      | 2003 QO54                | 23 agosto 2003   | LINEAR                               |
| 114946 -      | 2003 QQ54                | 23 agosto 2003   | LINEAR                               |
| 114947 -      | 2003 QR54                | 23 agosto 2003   | LINEAR                               |
| 114948 -      | 2003 QU54                | 23 agosto 2003   | LINEAR                               |
| 114949 -      | 2003 QX54                | 23 agosto 2003   | LINEAR                               |
| 114950 -      | 2003 QC55                | 23 agosto 2003   | LINEAR                               |
| 114951 -      | 2003 QL55                | 23 agosto 2003   | LINEAR                               |
| 114952 -      | 2003 QA57                | 23 agosto 2003   | LINEAR                               |
| 114953 -      | 2003 QD57                | 23 agosto 2003   | LINEAR                               |
| 114954 -      | 2003 QE57                | 23 agosto 2003   | LINEAR                               |
| 114955 -      | 2003 QF57                | 23 agosto 2003   | LINEAR                               |
| 114956 -      | 2003 QG59                | 23 agosto 2003   | LINEAR                               |
| 114957 -      | 2003 QB60                | 23 agosto 2003   | LINEAR                               |
| 114958 -      | 2003 QO60                | 23 agosto 2003   | LINEAR                               |
| 114959 -      | 2003 QQ60                | 23 agosto 2003   | LINEAR                               |
| 114960 -      | 2003 QZ60                | 23 agosto 2003   | LINEAR                               |
| 114961 -      | 2003 QD61                | 23 agosto 2003   | LINEAR                               |
| 114962 -      | 2003 QM61                | 23 agosto 2003   | LINEAR                               |
| 114963 -      | 2003 QN61                | 23 agosto 2003   | LINEAR                               |
| 114964 -      | 2003 QQ61                | 23 agosto 2003   | LINEAR                               |
| 114965 -      | 2003 QR61                | 23 agosto 2003   | LINEAR                               |
| 114966 -      | 2003 QY61                | 23 agosto 2003   | LINEAR                               |
| 114967 -      | 2003 QM62                | 23 agosto 2003   | LINEAR                               |
| 114968 -      | 2003 QO62                | 23 agosto 2003   | LINEAR                               |
| 114969 -      | 2003 QQ62                | 23 agosto 2003   | LINEAR                               |
| 114970 -      | 2003 QS62                | 23 agosto 2003   | LINEAR                               |
| 114971 -      | 2003 QX62                | 23 agosto 2003   | LINEAR                               |
| 114972 -      | 2003 QV63                | 23 agosto 2003   | LINEAR                               |
| 114973 -      | 2003 QZ63                | 23 agosto 2003   | LINEAR                               |
| 114974 -      | 2003 QA64                | 23 agosto 2003   | LINEAR                               |
| 114975 -      | 2003 QD64                | 23 agosto 2003   | LINEAR                               |
| 114976 -      | 2003 QL64                | 23 agosto 2003   | LINEAR                               |
| 114977 -      | 2003 QQ64                | 23 agosto 2003   | LINEAR                               |
| 114978 -      | 2003 QS64                | 23 agosto 2003   | LINEAR                               |
| 114979 -      | 2003 QV64                | 23 agosto 2003   | LINEAR                               |
| 114980 -      | 2003 QY64                | 23 agosto 2003   | LINEAR                               |
| 114981 -      | 2003 QZ64                | 23 agosto 2003   | NEAT                                 |
| 114982 -      | 2003 QP65                | 25 agosto 2003   | NEAT                                 |
| 114983 -      | 2003 QC66                | 22 agosto 2003   | LINEAR                               |
| 114984 -      | 2003 QL66                | 22 agosto 2003   | LINEAR                               |
| 114985 -      | 2003 QH67                | 23 agosto 2003   | LINEAR                               |
| 114986 -      | 2003 QO67                | 24 agosto 2003   | LINEAR                               |
| 114987 Tittel | 2003 QW68                | 26 agosto 2003   | Piszkéstető, K. Sárneczky, B. Sipőcz |
| 114988 -      | 2003 QP69                | 24 agosto 2003   | LINEAR                               |
| 114989 -      | 2003 QQ69                | 24 agosto 2003   | LINEAR                               |
| 114990 Szeidl | 2003 QV69                | 26 agosto 2003   | Piszkéstető, K. Sárneczky, B. Sipőcz |
| 114991 Balázs | 2003 QY69                | 26 agosto 2003   | K. Sárneczky, B. Sipőcz              |
| 114992 -      | 2003 QG70                | 20 agosto 2003   | W. Bickel                            |
| 114993 -      | 2003 QK70                | 24 agosto 2003   | W. Bickel                            |
| 114994 -      | 2003 QP70                | 23 agosto 2003   | LINEAR                               |
| 114995 -      | 2003 QY71                | 25 agosto 2003   | NEAT                                 |
| 114996 -      | 2003 QL72                | 23 agosto 2003   | NEAT                                 |
| 114997 -      | 2003 QA73                | 24 agosto 2003   | LINEAR                               |
| 114998 -      | 2003 QD74                | 24 agosto 2003   | LINEAR                               |
| 114999 -      | 2003 QR74                | 24 agosto 2003   | LINEAR                               |
| 115000 -      | 2003 QD75                | 24 agosto 2003   | LINEAR                               |